# Fågelmara
Fågelmara est une localité de Suède dans la commune de Karlskrona en comté de Blekinge. En 2010, 374 personnes y vivent.